# Wielogóra (województwo mazowieckie)
Wielogóra – wieś w Polsce położona w województwie mazowieckim, w powiecie radomskim, w gminie Jedlińsk. Ma status sołectwa. Leży przy DW735.
| SIMC    | Nazwa            | Rodzaj    |
| ------- | ---------------- | --------- |
| 0625272 | Antoniów         | część wsi |
| 0625250 | Grabina          | część wsi |
| 0625266 | Krucica Pierwsza | część wsi |

Prywatna wieś szlachecka, położona była w drugiej połowie XVI wieku w powiecie radomskim województwa sandomierskiego. W latach 1975–1998 miejscowość należała administracyjnie do województwa radomskiego. Do 1954 istniała gmina Wielogóra. 1 stycznia 2003 roku częścią wsi Wielogóra stała się ówczesna kolonia Antoniów.
Część wiernych kościoła rzymskokatolickiego należy do miejscowej parafii św. Franciszka z Asyżu, natomiast pozostali należą do parafii św. Bartłomieja we Wsoli.
15 marca 1984 część wsi (143,14 ha) włączono do Radomia.
W roku 1992 w miejscowości założono Klub Sportowy „Strażak” Wielogóra (sekcja tenisa stołowego), w roku 2002 powstała w klubie sekcja piłki nożnej.
W Wielogórze urodził się Karol Adwentowicz – reżyser oraz aktor teatralny i filmowy.